# Bạc má mào
Bạc má má vàng (tên khoa học Machlolophus spilonotus) là một loài chim trong họ Bạc má.
Loài này được tìm thấy ở Bangladesh, Bhutan, Trung Quốc, Hồng Kông, Ấn Độ, Lào, Miến Điện, Nepal, Thái Lan, Việt Nam.
Môi trường sống tự nhiên của nó là rừng đất thấp ẩm nhiệt đới hoặc cận nhiệt đới và rừng núi cao ẩm nhiệt đới hoặc cận nhiệt đới.

## Hình ảnh

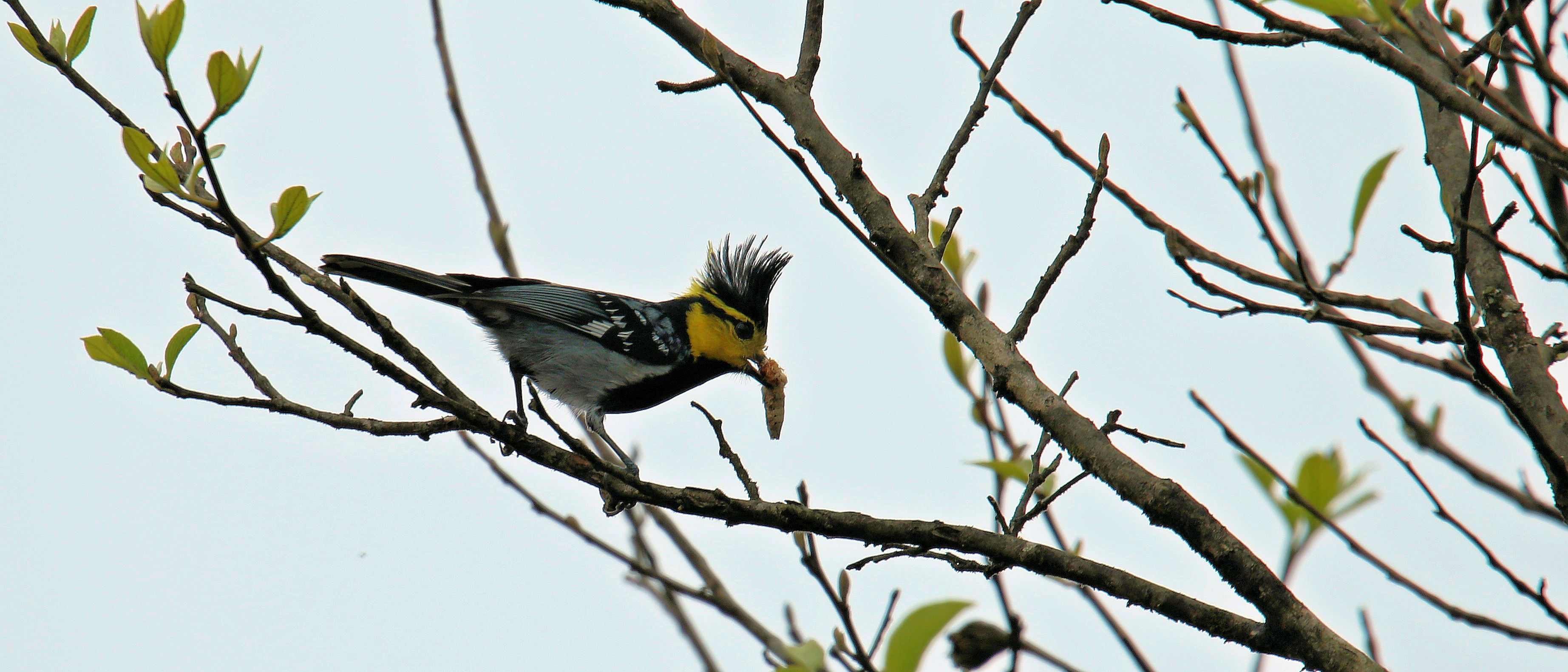